# Monique Ilboudo
Monique Ilboudo (sinh năm 1959) là một tác giả và nhà hoạt động nhân quyền đến từ Burkina Faso. Kể từ năm 2012, bà là Đại sứ đặc mệnh toàn quyền của Burkina Faso tại các quốc gia Bắc Âu và Baltic.

## Sự nghiệp
Monique Ilboudo sinh ra ở Ouagadougou, Upper Volta, vào năm 1959. Bà học luật tại Đại học Ouagadougou, lấy bằng cử nhân năm 1982 và bằng thạc sĩ Luật tư nhân năm 1983. Sau đó, bà học tại Đại học Y tế và Luật tại Đại học Lille 2. Tại Pháp, lấy bằng tốt nghiệp về nghiên cứu nâng cao về luật tư năm 1985. Bà lấy bằng tiến sĩ luật tư tại Đại học Paris XII năm 1991, và trở thành trợ lý giáo sư tại Đại học Ouagadougou. Giữa năm 1992 và 1995, bà là tác giả của chuyên mục "Féminin Pluriel" trên tờ Burkinabé hàng ngày L'Observ Nghiệp Paalga. Đồng thời bà thành lập Qui-vive, quan sát tình trạng của phụ nữ ở Burkinabé. Bà trở thành thành viên sáng lập của Hội đồng Thông tin Tối cao từ năm 1995 đến năm 2000.
Ilboudo là một trong những người phụ nữ được Anne-Laure Folly miêu tả trong bộ phim tài liệu năm 1994 của bà Femmes aux yeux orsts (Phụ nữ có đôi mắt mở). Tiêu đề của bộ phim là từ một bài thơ mà Ilboudo đọc, với nội dung: "Một người phụ nữ đáng kính nên học hỏi từ chồng, cô ấy không nên đọc, cô ấy không nên mở mắt ra."lIboudo giải thích rằng ở Burkina Faso, cũng như ở nhiều xã hội châu Phi, đàn ông giữ quyền kiểm soát quan hệ tình dục. Sinh sản là yếu tố chính, chứ không phải là tình yêu. Chế độ đa thê với mục tiêu sinh sản và quan hệ tình dục không an toàn bởi những người đàn ông khiến phụ nữ có nguy cơ nhiễm HIV/AIDS cao. Ilboudo tóm tắt vấn đề nan giải: "Bạn không thể đề phòng có con!" 
Năm 2000, Ilboudo được bổ nhiệm làm Ngoại trưởng để thúc đẩy quyền con người. Vào tháng 6 năm 2002, bà được bổ nhiệm làm Bộ trưởng Thúc đẩy Nhân quyền, một vị trí mới được tạo ra. Bà đã lập luận rằng nghèo đói là vi phạm nhân quyền, và nói rằng sẽ khó vượt qua nghèo đói cho đến khi các quyền kinh tế, xã hội và văn hóa đạt đến mức tương đương với các quyền chính trị và dân sự. Bà được bổ nhiệm làm Đại sứ đặc mệnh toàn quyền của Burkina Faso tại các quốc gia Bắc Âu và Baltic. Vào tháng 4 năm 2011 Burkina Faso đã thiết lập quan hệ ngoại giao với Latvia và vào tháng 10 năm 2012, Ilboudo đã trình bày thông tin của mình cho Tổng thống Latvia Andris Bērziņš. Nơi cư trú của đại sứ Burkina Faso ở Đan Mạch.